# Question de poids
Question de poids (titre original : Mission of Gravity) est un roman de Hal Clement publié en 1953 aux États-Unis puis en 1971 en France, aux éditions Robert Laffont, publié ensuite en 1982 aux éditions Presses Pocket sous le titre Mission gravité.

## Résumé
La planète Mesklin est un monde vaste, froid et inhospitalier, possédant une gravité écrasante, 700 fois supérieure à celle de la Terre (aux pôles) et de 3 g à l'équateur.
Mesklin recèle pourtant des secrets de grande valeur, et pour parvenir à les découvrir l'humanité aura besoin de l'aide des minuscules (et fort plats) Mesklinites.

## Prix et distinctions
Le roman a été récompensé par le prix Ignotus 1983 (l'ouvrage ayant été publié en Espagne en 1982).